# Municipio de Crowders Mountain
El municipio de Crowders Mountain (en inglés: Crowders Mountain Township) es un municipio ubicado en el  condado de Gaston en el estado estadounidense de Carolina del Norte. En el año 2000 tenía una población de 14.426 habitantes.

## Geografía
El municipio de Crowders Mountain se encuentra ubicado en las coordenadas 35°17′44.45″N 81°16′24.73″O / 35.2956806, -81.2735361.